# Charlie Lawrence

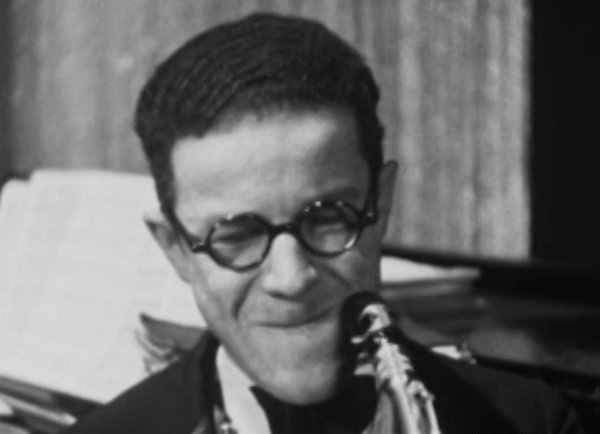
Charlie Lawrence

Charlie Lawrence (* um 1900 in Los Angeles; † nach 1970) war ein US-amerikanischer Jazz-Musiker (Altsaxophon, Klarinette), Arrangeur und Komponist.

## Leben und Wirken
Lawrence spielte Mitte der 1920er-Jahre in Los Angeles in der kooperativ geführten Sunnyland Jazz Band, die zu ihrer Zeit das erfolgreichste Jazzorchester in der afroamerikanischen Gemeinschaft der Stadt war, aber keine Gelegenheit hatte, Schallplatten aufzunehmen. Lawrence war musikalischer Leiter und Arrangeur der Band und galt deshalb als deren Bandleader. In den späten 1920er-Jahren arbeitete er bei Paul Howards Quality Serenaders, für die er auch arrangierte („Charlie’s Idea“ ein Arrangement von Nick LaRoccas „Tiger Rag“), ferner bei Curtis Mosby. Als Arrangeur war Lawrence auch für Louis Armstrong tätig („Harlem“ oder seine Komposition „The Ramble“). In den 1930er Jahren war er weiter bei Howard und bei Les Hite beschäftigt, dann tourte er mit Kid Ory und Noble Sissle. In den 1950er-Jahren spielte er noch in der Hausband des Bamboo Club in Hollywood; in den späteren Jahren wirkte er noch als Musiklehrer und Arrangeur, bevor er sich in den 70ern zur Ruhe setzte.
Im Bereich des Jazz war er zwischen 1928 und 1930 an zehn Aufnahmesessions beteiligt.

## Diskographische Hinweise
- Paul Howard’s Quality Serenaders – Jimmie Rodgers and Louis Armstrong – Californian Jazz (1929–1930) (RCA)